# Troisième circonscription de la Dordogne
La troisième circonscription de la Dordogne s'étire principalement dans la région du Périgord vert.

## Histoire
Sous la Cinquième République, de 1958 à 1986, la 3e circonscription de la Dordogne a d'abord été composée des cantons de Brantôme, Bussière-Badil, Champagnac-de-Belair, Excideuil, Jumilhac-le-Grand, Lanouaille, Mareuil, Montagrier, Nontron, Ribérac, Saint-Aulaye, Saint-Pardoux-la-Rivière, Thiviers et Verteillac.
Lors du nouveau découpage effectué en 1986 et applicable aux élections de 1988, le canton de Savignac-les-Églises est retranché de la 4e circonscription pour être affecté à la 3e circonscription.

## Description géographique et démographique

### De 1958 à 1986
La troisième circonscription de la Dordogne était composée de quatorze cantons :
- canton de Brantôme ;
- canton de Bussière-Badil ;
- canton de Champagnac-de-Belair ;
- canton d'Excideuil ;
- canton de Jumilhac-le-Grand ;
- canton de Lanouaille ;
- canton de Mareuil ;
- canton de Montagrier ;
- canton de Nontron ;
- canton de Ribérac ;
- canton de Saint-Aulaye ;
- canton de Saint-Pardoux-la-Rivière ;
- canton de Thiviers ;
- canton de Verteillac.

### De 1988 à 2014
Également appelée circonscription du Haut-Périgord et composée depuis 1986 de quinze cantons, la 3e circonscription de la Dordogne regroupe, de 1988 à 2015, la totalité des huit cantons de l'arrondissement de Nontron auxquels s'ajoutent sept cantons de l'arrondissement de Périgueux :
- canton de Brantôme ;
- canton de Bussière-Badil ;
- canton de Champagnac-de-Belair ;
- canton d'Excideuil ;
- canton de Jumilhac-le-Grand ;
- canton de Lanouaille ;
- canton de Mareuil ;
- canton de Montagrier ;
- canton de Nontron ;
- canton de Ribérac ;
- canton de Saint-Aulaye ;
- canton de Saint-Pardoux-la-Rivière ;
- canton de Savignac-les-Églises ;
- canton de Thiviers ;
- canton de Verteillac.

### Depuis 2015
Lors du redécoupage cantonal de 2014, applicable à compter des élections départementales de mars 2015, le nombre de cantons du département est divisé par deux, et les cantons ne sont plus systématiquement inclus à l'intérieur d'un seul arrondissement. La circonscription se compose alors de trois cantons entiers :
- canton de Brantôme, renommé canton de Brantôme en Périgord en 2020 ;
- canton du Périgord vert nontronnais ;
- canton de Thiviers ;

et de communes appartenant à six autres cantons :
- canton du Haut-Périgord Noir (une seule : Sainte-Trie) ;
- canton d'Isle-Loue-Auvézère (toutes sauf Brouchaud et la commune déléguée de La Boissière-d'Ans) ;
- canton d'Isle-Manoire : une seule commune déléguée (Le Change) de Bassillac et Auberoche ;
- canton de Montpon-Ménestérol (six communes) ;
- canton de Ribérac (toutes sauf Saint-André-de-Double et Saint-Vincent-de-Connezac) ;
- canton de Trélissac (toutes sauf Champcevinel, Château-l'Évêque et Trélissac).

## Liste des députés de la circonscription
| Législature | Début de mandat | Fin de mandat  | Député                                         | Parti politique         | Observations |
| ----------- | --------------- | -------------- | ---------------------------------------------- | ----------------------- | --- |
| Ire         | 9 décembre 1958 | 9 octobre 1962 | Georges Bonnet                                 | PRRRS puis RD puis FGDS | Mandat écourté à la suite d'une dissolution parlementaire décidée par Charles de Gaulle.                                                                       |
| IIe         | 6 décembre 1962 | 2 avril 1967   | Georges Bonnet                                 | PRRRS puis RD puis FGDS | |
| IIIe        | 3 avril 1967    | 30 mai 1968    | Georges Bonnet                                 | PRRRS puis RD puis FGDS | Mandat écourté à la suite d'une dissolution parlementaire décidée par Charles de Gaulle.                                                                       |
| IVe         | 11 juillet 1968 | 1er avril 1973 | Pierre Beylot                                  | UDR                     | |
| Ve          | 2 avril 1973    | 2 avril 1978   | Alain Bonnet                                   | MRG                     | |
| VIe         | 3 avril 1978    | 22 mai 1981    | Alain Bonnet                                   | MRG                     | Mandat écourté à la suite d'une dissolution parlementaire décidée par François Mitterrand.                                                                     |
| VIIe        | 2 juillet 1981  | 1er avril 1986 | Alain Bonnet                                   | MRG                     | |
| VIIIe       | 2 avril 1986    | 14 mai 1988    | Alain Bonnet                                   | MRG                     | Proportionnelle par département, pas de député par circonscription. Mandat écourté à la suite d'une dissolution parlementaire décidée par François Mitterrand. |
| IXe         | 23 juin 1988    | 1er avril 1993 | Alain Bonnet                                   | MRG                     | |
| Xe          | 2 avril 1993    | 21 avril 1997  | Frédéric de Saint-Sernin                       | RPR                     | Mandat écourté à la suite d'une dissolution parlementaire décidée par Jacques Chirac.                                                                          |
| XIe         | 12 juin 1997    | 18 juin 2002   | René Dutin                                     | PCF                     | |
| XIIe        | 19 juin 2002    | 19 juin 2007   | Frédéric de Saint-Sernin puis Bernard Mazouaud | UMP                     | Nommé secrétaire d'État à l'Aménagement du territoire le 14 avril 2004 En remplacement de Frédéric de Saint-Sernin, nommé au Gouvernement en 2004.             |
| XIIIe       | 20 juin 2007    | 19 juin 2012   | Michel Debet puis Colette Langlade             | PS                      | Décédé en fonctions. En remplacement de Michel Debet, décédé en mars 2008.                                                                                     |
| XIVe        | 20 juin 2012    | 20 juin 2017   | Colette Langlade                               | PS                      | |
| XVe         | 21 juin 2017    | 21 juin 2022   | Jean-Pierre Cubertafon                         | MoDem                   | |
| XVIe        | 22 juin 2022    | 9 juin 2024    | Jean-Pierre Cubertafon                         | MoDem-Ensemble          | Mandat écourté à la suite d'une dissolution parlementaire décidée par Emmanuel Macron.                                                                         |
| XVIIe       | 8 juillet 2024  | En cours       | Florence Joubert                               | RN                      | |

## Historique des résultats

### Élections de 1958
| Candidat       | Candidat           | Parti          | Premier tour | Premier tour | Second tour | Second tour |  |
| Candidat       | Candidat           | Parti          | Voix         | %            | Voix        | %           |  |
| -------------- | ------------------ | -------------- | ------------ | ------------ | ----------- | ----------- |  |
|                | Georges Bonnet élu | Rad            | 22 262       | 41,92        | 27 133      | 48,95       |  |
|                | Pierre Passerieux  | PCF            | 12 065       | 22,72        | 13 103      | 23,64       |  |
|                | Henry Laforest     | Radsoc         | 10 531       | 19,83        | 15 187      | 27,40       |  |
|                | Pierre Andrieu     | SFIO           | 6 741        | 12,69        | Retrait     | Retrait     |  |
|                | Antoine Boutineau  | CRR            | 1 503        | 2,83         |             |             |  |
|                |                    |                |              |              |             |             |  |
| Inscrits       | Inscrits           | Inscrits       | 69 375       | 100,00       | 69 334      | 100,00      |  |
| Abstentions    | Abstentions        | Abstentions    | 14 699       | 21,19        | 12 683      | 18,29       |  |
| Votants        | Votants            | Votants        | 54 676       | 78,81        | 56 651      | 81,71       |  |
| Blancs et nuls | Blancs et nuls     | Blancs et nuls | 1 574        | 2,88         | 1 228       | 2,17        |  |
| Exprimés       | Exprimés           | Exprimés       | 53 102       | 97,12        | 55 423      | 97,83       |  |

Le suppléant de Georges Bonnet était André Meyssignac, agriculteur-exploitant, conseiller général du canton de Verteillac, maire de Gout-Rossignol

### Élections de 1962
| Candidat       | Candidat                     | Parti          | Premier tour | Premier tour | Second tour | Second tour |  |
| Candidat       | Candidat                     | Parti          | Voix         | %            | Voix        | %           |  |
| -------------- | ---------------------------- | -------------- | ------------ | ------------ | ----------- | ----------- |  |
|                | Georges Bonnet sortant réélu | Radsoc         | 18 318       | 39,22        | 22 726      | 48,00       |  |
|                | Pierre Passerieux            | PCF            | 12 317       | 26,28        | 15 959      | 32,42       |  |
|                | Pierre Beylot                | UNR-UDT        | 10 364       | 22,19        | 10 534      | 20,58       |  |
|                | Léon Michel                  | SFIO           | 5 702        | 12,2         | Retrait     | Retrait     |  |
|                |                              |                |              |              |             |             |  |
| Inscrits       | Inscrits                     | Inscrits       | 66 447       | 100,00       | 67 414      | 100,00      |  |
| Abstentions    | Abstentions                  | Abstentions    | 18 148       | 27,31        | 16 873      | 25,03       |  |
| Votants        | Votants                      | Votants        | 48 299       | 72,69        | 50 541      | 74,97       |  |
| Blancs et nuls | Blancs et nuls               | Blancs et nuls | 1 598        | 3,31         | 1 322       | 2,62        |  |
| Exprimés       | Exprimés                     | Exprimés       | 46 701       | 96,69        | 49 219      | 97,38       |  |

Le suppléant de Georges Bonnet était son fils Alain Paul Bonnet, avocat à la Cour, maire de Brantôme.

### Élections de 1967
| Candidat       | Candidat                     | Parti          | Premier tour | Premier tour | Second tour | Second tour |  |
| Candidat       | Candidat                     | Parti          | Voix         | %            | Voix        | %           |  |
| -------------- | ---------------------------- | -------------- | ------------ | ------------ | ----------- | ----------- |  |
|                | Georges Bonnet sortant réélu | FGDS (Radical) | 19 613       | 37,66        | 31 496      | 65,12       |  |
|                | Pierre Passerieux            | PCF            | 14 759       | 28,34        | Retrait     | Retrait     |  |
|                | Jean Arnaud                  | UD-Ve          | 10 336       | 19,85        | 16 870      | 34,88       |  |
|                | Henry Laforest               | CD (PDM)       | 7 373        | 14,16        | Retrait     | Retrait     |  |
|                |                              |                |              |              |             |             |  |
| Inscrits       | Inscrits                     | Inscrits       | 64 555       | 100,00       | 64 551      | 100,00      |  |
| Abstentions    | Abstentions                  | Abstentions    | 11 017       | 17,07        | 12 835      | 19,88       |  |
| Votants        | Votants                      | Votants        | 53 538       | 82,93        | 51 716      | 80,12       |  |
| Blancs et nuls | Blancs et nuls               | Blancs et nuls | 1 457        | 2,72         | 3 350       | 6,48        |  |
| Exprimés       | Exprimés                     | Exprimés       | 52 081       | 97,28        | 48 366      | 93,52       |  |

Le suppléant de Georges Bonnet était Alain Paul Bonnet.

### Élections de 1968
| Candidat       | Candidat               | Parti          | Premier tour | Premier tour | Second tour | Second tour |  |
| Candidat       | Candidat               | Parti          | Voix         | %            | Voix        | %           |  |
| -------------- | ---------------------- | -------------- | ------------ | ------------ | ----------- | ----------- |  |
|                | Pierre Beylot élu      | UDR (URP)      | 19 981       | 39,03        | 25 362      | 50,70       |  |
|                | Georges Bonnet sortant | FGDS (Radical) | 16 583       | 32,39        | 24 662      | 49,30       |  |
|                | Pierre Passerieux      | PCF            | 12 974       | 25,34        | Retrait     | Retrait     |  |
|                | Jean Poms              | PSU            | 1 658        | 3,24         |             |             |  |
|                |                        |                |              |              |             |             |  |
| Inscrits       | Inscrits               | Inscrits       | 64 263       | 100,00       | 64 144      | 100,00      |  |
| Abstentions    | Abstentions            | Abstentions    | 11 720       | 18,24        | 12 268      | 19,13       |  |
| Votants        | Votants                | Votants        | 52 543       | 81,76        | 51 876      | 80,87       |  |
| Blancs et nuls | Blancs et nuls         | Blancs et nuls | 1 347        | 2,56         | 1 852       | 3,57        |  |
| Exprimés       | Exprimés               | Exprimés       | 51 196       | 97,44        | 50 024      | 96,43       |  |

Le suppléant de Pierre Beylot était Henri Frugier, négociant-artisan, maire de La Coquille.

### Élections de 1973
| Candidat       | Candidat              | Parti          | Premier tour | Premier tour | Second tour | Second tour |  |
| Candidat       | Candidat              | Parti          | Voix         | %            | Voix        | %           |  |
| -------------- | --------------------- | -------------- | ------------ | ------------ | ----------- | ----------- |  |
|                | Pierre Beylot sortant | UDR (URP)      | 17 710       | 33,24        | 23 165      | 42,11       |  |
|                | Alain Bonnet élu      | MRG (UGSD)     | 16 752       | 31,44        | 31 834      | 57,88       |  |
|                | Pierre Passerieux     | PCF            | 14 126       | 26,51        | Retrait     | Retrait     |  |
|                | Henry Laforest        | Rad (MR)       | 4 680        | 8,78         |             |             |  |
|                |                       |                |              |              |             |             |  |
| Inscrits       | Inscrits              | Inscrits       | 64 720       | 100,00       | 64 777      | 100,00      |  |
| Abstentions    | Abstentions           | Abstentions    | 10 035       | 15,51        | 9 448       | 14,59       |  |
| Votants        | Votants               | Votants        | 54 685       | 84,49        | 55 329      | 85,41       |  |
| Blancs et nuls | Blancs et nuls        | Blancs et nuls | 1 417        | 2,59         | 330         | 0,6         |  |
| Exprimés       | Exprimés              | Exprimés       | 53 268       | 97,41        | 54 999      | 99,4        |  |

Le suppléant d'Alain Paul Bonnet était Georges Trijoulet, agriculteur-exploitant, Président de la Chambre d'agriculture, maire d'Allemans.

### Élections de 1978
Les élections législatives françaises de 1978 ont lieu les dimanches 12 et 19 mars 1978.
| Candidat       | Candidat                        | Parti          | Premier tour | Premier tour | Second tour | Second tour |  |
| Candidat       | Candidat                        | Parti          | Voix         | %            | Voix        | %           |  |
| -------------- | ------------------------------- | -------------- | ------------ | ------------ | ----------- | ----------- |  |
|                | Pierre Beylot                   | RPR            | 22 512       | 38,17        | 26 892      | 44,28       |  |
|                | Alain Paul Bonnet sortant réélu | MRG (PS)       | 19 461       | 32,99        | 33 841      | 55,72       |  |
|                | Pierre Passerieux               | PCF            | 14 595       | 24,74        | Retrait     | Retrait     |  |
|                | Éric Fave                       | Divers         | 1 517        | 2,57         |             |             |  |
|                | Annie Russier                   | LO             | 889          | 1,50         |             |             |  |
|                |                                 |                |              |              |             |             |  |
| Inscrits       | Inscrits                        | Inscrits       | 69 420       | 100,00       | 69 410      | 100,00      |  |
| Abstentions    | Abstentions                     | Abstentions    | 9 105        | 13,12        | 7 466       | 10,76       |  |
| Votants        | Votants                         | Votants        | 60 315       | 86,88        | 61 944      | 89,24       |  |
| Blancs et nuls | Blancs et nuls                  | Blancs et nuls | 1 341        | 2,22         | 1 211       | 1,95        |  |
| Exprimés       | Exprimés                        | Exprimés       | 58 974       | 97,78        | 60 733      | 98,05       |  |

Le suppléant d'Alain Paul Bonnet était René Join, PS, directeur-adjoint de collège, maire de Nontron.

### Élections de 1981
| Candidat       | Candidat                   | Parti          | Premier tour | Premier tour | Second tour | Second tour |  |
| Candidat       | Candidat                   | Parti          | Voix         | %            | Voix        | %           |  |
| -------------- | -------------------------- | -------------- | ------------ | ------------ | ----------- | ----------- |  |
|                | Alain Bonnet sortant réélu | MRG            | 21 181       | 40,33        | 35 430      | 63,35       |  |
|                | Pierre Beylot              | RPR (UNM)      | 14 645       | 27,88        | 20 494      | 36,65       |  |
|                | Guy Besse                  | PCF            | 11 944       | 22,74        | Retrait     | Retrait     |  |
|                | Pierre Rocher              | UDF (PR) (UNR) | 4 754        | 9,05         |             |             |  |
|                |                            |                |              |              |             |             |  |
| Inscrits       | Inscrits                   | Inscrits       | 69 507       | 100,00       | 69 477      | 100,00      |  |
| Abstentions    | Abstentions                | Abstentions    | 16 089       | 23,15        | 12 245      | 17,62       |  |
| Votants        | Votants                    | Votants        | 53 418       | 76,85        | 57 232      | 82,38       |  |
| Blancs et nuls | Blancs et nuls             | Blancs et nuls | 894          | 1,67         | 1 308       | 2,29        |  |
| Exprimés       | Exprimés                   | Exprimés       | 52 524       | 98,33        | 55 924      | 97,71       |  |

Le suppléant d'Alain Paul Bonnet était René Join.

### Élections de 1988
| Candidat       | Candidat                        | Parti           | Premier tour | Premier tour | Second tour | Second tour |  |
| Candidat       | Candidat                        | Parti           | Voix         | %            | Voix        | %           |  |
| -------------- | ------------------------------- | --------------- | ------------ | ------------ | ----------- | ----------- |  |
|                | Alain Paul Bonnet sortant réélu | MRG             | 21 023       | 37,62        | 33 911      | 58,16       |  |
|                | Pierre-Claude Laviale           | UDF (Rad) (URC) | 17 830       | 31,91        | 24 391      | 41,83       |  |
|                | René Dutin                      | PCF             | 13 730       | 24,57        | Retrait     | Retrait     |  |
|                | Michel Courtois                 | FN              | 3 291        | 5,89         |             |             |  |
|                |                                 |                 |              |              |             |             |  |
| Inscrits       | Inscrits                        | Inscrits        | 74 939       | 100,00       | 74 859      | 100,00      |  |
| Abstentions    | Abstentions                     | Abstentions     | 17 535       | 23,4         | 14 085      | 18,82       |  |
| Votants        | Votants                         | Votants         | 57 404       | 76,6         | 60 774      | 81,18       |  |
| Blancs et nuls | Blancs et nuls                  | Blancs et nuls  | 1 530        | 2,67         | 2 472       | 4,07        |  |
| Exprimés       | Exprimés                        | Exprimés        | 55 874       | 97,33        | 58 302      | 95,93       |  |

Le suppléant d'Alain Paul Bonnet était René Join.

### Élections de 1993
Les élections législatives ont eu lieu les dimanches 21 et 28 mars 1993.
| Candidat                      | Candidat                     | Parti          | Premier tour | Premier tour | Second tour | Second tour |  |
| Candidat                      | Candidat                     | Parti          | Voix         | %            | Voix        | %           |  |
| ----------------------------- | ---------------------------- | -------------- | ------------ | ------------ | ----------- | ----------- |  |
|                               | Frédéric de Saint-Sernin élu | RPR            | 18 323       | 34,40        | 28 268      | 50,47       |  |
|                               | René Dutin                   | PCF            | 12 983       | 24,37        | 27 745      | 49,53       |  |
|                               | Bernard Cazeau               | PS (ADFP)      | 9 136        | 17,15        |             |             |  |
|                               | Pierre-Claude Laviale        | UDF (Rad)      | 5 425        | 10,18        |             |             |  |
|                               | Michel Courtois              | FN             | 3 171        | 5,95         |             |             |  |
|                               | André Vidal                  | GÉ (EÉ)        | 2 579        | 4,84         |             |             |  |
|                               | Arnaud Le Guay               | MDC            | 1 066        | 2,00         |             |             |  |
|                               | Joëlle Feymendy              | LT-LNÉ         | 576          | 1,08         |             |             |  |
|                               |                              |                |              |              |             |             |  |
| Inscrits                      | Inscrits                     | Inscrits       | 73 334       | 100,00       | 73 304      | 100,00      |  |
| Abstentions                   | Abstentions                  | Abstentions    | 16 243       | 22,15        | 13 842      | 18,88       |  |
| Votants                       | Votants                      | Votants        | 57 091       | 77,85        | 59 462      | 81,12       |  |
| Blancs et nuls                | Blancs et nuls               | Blancs et nuls | 3 832        | 6,71         | 3 449       | 5,8         |  |
| Exprimés                      | Exprimés                     | Exprimés       | 53 259       | 93,29        | 56 013      | 94,2        |  |
| Source : Data.gouv et CEVIPOF |                              |                |              |              |             |             |  |

Le suppléant de Frédéric de Saint-Sernin était Jean-Noël Laleu, médecin généraliste à La Coquille

### Élections de 1997
| Candidat       | Candidat                         | Parti          | Premier tour | Premier tour | Second tour | Second tour |  |
| Candidat       | Candidat                         | Parti          | Voix         | %            | Voix        | %           |  |
| -------------- | -------------------------------- | -------------- | ------------ | ------------ | ----------- | ----------- |  |
|                | Frédéric de Saint-Sernin sortant | RPR            | 18 377       | 34,74        | 25 612      | 45,89       |  |
|                | René Dutin élu                   | PCF            | 13 976       | 26,42        | 30 198      | 54,11       |  |
|                | Bernard Cazeau                   | PS             | 13 455       | 25,43        | Retrait     | Retrait     |  |
|                | Gérard Lebrun                    | FN             | 3 573        | 6,75         |             |             |  |
|                | Jean-Louis Chanseau              | GÉ             | 2 157        | 2,44         |             |             |  |
|                | Robert Rigaud                    | LDI (MPF)      | 1 291        | 2,44         |             |             |  |
|                | Gilles Lemonnier                 | Sans étiquette | 77           | 0,15         |             |             |  |
|                |                                  |                |              |              |             |             |  |
| Inscrits       | Inscrits                         | Inscrits       | 70 958       | 100,00       | 70 937      | 100,00      |  |
| Abstentions    | Abstentions                      | Abstentions    | 14 878       | 20,97        | 12 091      | 17,04       |  |
| Votants        | Votants                          | Votants        | 56 080       | 79,03        | 58 846      | 82,96       |  |
| Blancs et nuls | Blancs et nuls                   | Blancs et nuls | 3 174        | 5,66         | 3 036       | 5,16        |  |
| Exprimés       | Exprimés                         | Exprimés       | 52 906       | 94,34        | 55 810      | 94,84       |  |

Le suppléant de René Dutin était Francis Colbac, professeur, Vice-Président du Conseil général, conseiller général du canton de Périgueux-Nord-Est, maire de Trélissac.

### Élections de 2002
|                              | Frédéric de Saint-Sernin élu | UMP (UDF)      | 20 446 | 39,59  | 25 471 | 50,13  |  |  |  |  |  |
|                              | René Dutin sortant           | PCF            | 11 207 | 21,70  | 25 339 | 49,87  |  |  |  |  |  |
|                              | Michel Debet                 | PS             | 10 053 | 19,46  |        |        |  |  |  |  |  |
|                              | François de Laborie          | FN             | 3 031  | 5,87   |        |        |  |  |  |  |  |
|                              | Patrick Bonnet               | PRG            | 1 476  | 2,86   |        |        |  |  |  |  |  |
|                              | Jean-Louis Chanseau          | Les Verts      | 1 199  | 2,32   |        |        |  |  |  |  |  |
|                              | Abel Duez                    | Divers         | 1 045  | 2,02   |        |        |  |  |  |  |  |
|                              | Éric Boyard                  | LCR            | 1 019  | 1,97   |        |        |  |  |  |  |  |
|                              | Jean-Pierre Graindorge       | CPNT           | 945    | 1,83   |        |        |  |  |  |  |  |
|                              | Jacques Decoupy              | LO             | 519    | 1,00   |        |        |  |  |  |  |  |
|                              | Michelle Druon               | MNR            | 362    | 0,70   |        |        |  |  |  |  |  |
|                              | Pierre-Henri Verdier         | MPF            | 345    | 0,67   |        |        |  |  |  |  |  |
|                              |                              |                |        |        |        |        |  |  |  |  |  |
| Inscrits                     | Inscrits                     | Inscrits       | 71 062 | 100,00 | 70 987 | 100,00 |  |  |  |  |  |
| Abstentions                  | Abstentions                  | Abstentions    | 17 866 | 25,14  | 17 833 | 25,12  |  |  |  |  |  |
| Votants                      | Votants                      | Votants        | 53 196 | 74,86  | 53 154 | 74,88  |  |  |  |  |  |
| Blancs et nuls               | Blancs et nuls               | Blancs et nuls | 1 549  | 2,91   | 2 344  | 4,41   |  |  |  |  |  |
| Exprimés                     | Exprimés                     | Exprimés       | 51 647 | 97,09  | 50 810 | 95,59  |  |  |  |  |  |
| Source : Assemblée nationale |                              |                |        |        |        |        |  |  |  |  |  |

Le suppléant de Frédéric de Saint-Sernin était Bernard Mazouaud, directeur honoraire de Groupama, maire de Saint-Julien-de-Bourdeilles, conseiller général du canton de Brantôme, président de la Communauté de communes Dronne et Belle. Bernard Mazouaud remplace Frédéric de Saint-Sernin, nommé membre du gouvernement, du 15 mai 2004 au 19 juin 2007.

### Élections de 2007
| Candidat       | Candidat             | Parti          | Premier tour | Premier tour | Second tour | Second tour |  |
| Candidat       | Candidat             | Parti          | Voix         | %            | Voix        | %           |  |
| -------------- | -------------------- | -------------- | ------------ | ------------ | ----------- | ----------- |  |
|                | Alain Lucas          | UMP            | 18 245       | 36,88        | 23 030      | 45,22       |  |
|                | Michel Debet élu     | PS             | 15 603       | 31,54        | 27 896      | 54,78       |  |
|                | Jean-Paul Salon      | PCF            | 6 540        | 13,22        |             |             |  |
|                | Jean Lafond-Grellety | UDF–MoDem      | 2 892        | 5,85         |             |             |  |
|                | Charlotte du Rousset | FN             | 1 381        | 2,79         |             |             |  |
|                | Sonia Zaigouche      | Les Verts      | 1 295        | 5,14         |             |             |  |
|                | Jean-Émile Moreau    | CPNT           | 1 069        | 2,16         |             |             |  |
|                | André Rosevègue      | LCR            | 989          | 2,00         |             |             |  |
|                | Myriam de Héricourt  | MPF            | 778          | 1,57         |             |             |  |
|                | Jacques Decoupy      | LO             | 390          | 0,79         |             |             |  |
|                | Denise Romano        | Divers         | 283          | 0,57         |             |             |  |
|                |                      |                |              |              |             |             |  |
| Inscrits       | Inscrits             | Inscrits       | 70 433       | 100,00       | 70 428      | 100,00      |  |
| Abstentions    | Abstentions          | Abstentions    | 19 497       | 27,68        | 17 797      | 25,27       |  |
| Votants        | Votants              | Votants        | 50 936       | 72,32        | 52 631      | 74,73       |  |
| Blancs et nuls | Blancs et nuls       | Blancs et nuls | 1 471        | 2,89         | 1 705       | 3,24        |  |
| Exprimés       | Exprimés             | Exprimés       | 49 465       | 97,11        | 50 926      | 96,76       |  |

Michel Debet est décédé le 7 mars 2008. Sa suppléante, Colette Langlade, enseignante, conseillère générale du canton de Thiviers, conseillère municipale de Thiviers, lui a succédé.

### Élections de 2012
Le taux d'abstention est de 32,43 % au premier tour qui voit la députée sortante, Colette Langlade (PS), élue avec 51,74 % des voix exprimées.
|                                   | Colette Langlade sortante réélue | PS                       | 23 584 | 51,74  |  |  |  |
|                                   | Marie-Claude Abbes               | UMP                      | 11 077 | 24,30  |  |  |  |
|                                   | Dominique Halbout du Tannay      | RBM (FN)                 | 4 248  | 9,32   |  |  |  |
|                                   | Jean-Paul Salon                  | FG (PCF) (Divers gauche) | 3 472  | 7,62   |  |  |  |
|                                   | Jean-Michel Faure                | PRV                      | 1 508  | 3,31   |  |  |  |
|                                   | Nadège Ravidat                   | EÉLV                     | 1 138  | 2,50   |  |  |  |
|                                   | Vesna Lazarevic                  | AÉI                      | 335    | 0,73   |  |  |  |
|                                   | Jacques Decoupy                  | LO                       | 217    | 0,48   |  |  |  |
|                                   |                                  |                          |        |        |  |  |  |
| Inscrits                          | Inscrits                         | Inscrits                 | 68 980 | 100,00 |  |  |  |
| Abstentions                       | Abstentions                      | Abstentions              | 22 371 | 32,43  |  |  |  |
| Votants                           | Votants                          | Votants                  | 46 609 | 67,57  |  |  |  |
| Blancs et nuls                    | Blancs et nuls                   | Blancs et nuls           | 1 030  | 2,21   |  |  |  |
| Exprimés                          | Exprimés                         | Exprimés                 | 45 579 | 97,79  |  |  |  |
| Source : Ministère de l'Intérieur |                                  |                          |        |        |  |  |  |

Le suppléant de Colette Langlade était Didier Bazinet, maire de Coutures.

### Élections de 2017
- Députée sortante : Colette Langlade (Parti socialiste).

|                                                                              |                                                                        |                           |                           |                          |                          |
|                                                                              |                                                                        | Premier tour 11 juin 2017 | Premier tour 11 juin 2017 | Second tour 18 juin 2017 | Second tour 18 juin 2017 |
|                                                                              |                                                                        |                           |                           |                          |                          |
|                                                                              |                                                                        | Nombre                    | % des inscrits            | Nombre                   | % des inscrits           |
| Inscrits                                                                     | Inscrits                                                               | 67 440                    | 100,00                    | 67 408                   | 100,00                   |
| Abstentions                                                                  | Abstentions                                                            | 26 981                    | 40,01                     | 29 942                   | 44,42                    |
| Votants                                                                      | Votants                                                                | 40 459                    | 59,99                     | 37 466                   | 55,58                    |
|                                                                              |                                                                        |                           | % des votants             |                          | % des votants            |
| Bulletins blancs                                                             | Bulletins blancs                                                       | 975                       | 2,41                      | 2 684                    | 7,16                     |
| Bulletins nuls                                                               | Bulletins nuls                                                         | 456                       | 1,13                      | 2 083                    | 5,56                     |
| Suffrages exprimés                                                           | Suffrages exprimés                                                     | 39 028                    | 96,46                     | 32 699                   | 87,28                    |
|                                                                              |                                                                        |                           |                           |                          |                          |
| Candidat Étiquette politique (partis et alliances)                           | Candidat Étiquette politique (partis et alliances)                     | Voix                      | % des exprimés            | Voix                     | % des exprimés           |
|                                                                              |                                                                        |                           |                           |                          |                          |
|                                                                              | Jean-Pierre Cubertafon Mouvement démocrate (La République en marche !) | 11 899                    | 30,49                     | 16 678                   | 51,00                    |
|                                                                              | Colette Langlade (députée sortante) Parti socialiste                   | 8 950                     | 22,93                     | 16 021                   | 49,00                    |
|                                                                              | Isabelle Hyvoz Les Républicains (Union des démocrates et indépendants) | 5 881                     | 15,07                     |                          |                          |
|                                                                              | Philippe Guillerme La France insoumise                                 | 5 340                     | 13,68                     |                          |                          |
|                                                                              | Michel Bergougnoux Front national                                      | 4 298                     | 11,01                     |                          |                          |
|                                                                              | Jean-Paul Salon Parti communiste français                              | 1 339                     | 3,43                      |                          |                          |
|                                                                              | Patrick Volker Debout la France                                        | 644                       | 1,65                      |                          |                          |
|                                                                              | Anaïs Lagarde Divers (Union populaire républicaine)                    | 368                       | 0,94                      |                          |                          |
|                                                                              | Jacques Decoupy Lutte ouvrière                                         | 309                       | 0,79                      |                          |                          |
| Source : Ministère de l'Intérieur - Troisième circonscription de la Dordogne |                                                                        |                           |                           |                          |                          |

La suppléante de Jean-Pierre Cubertafon était Nadine Herman-Bancaud, maire de Nontron.

### Élections de 2022
| Résultats des élections législatives des 12 et 19 juin 2022 de la 3e circonscription de Dordogne |                          |                          |                          |              |              |             |             |
| Candidat                                                                                         | Candidat                 | Parti et coalition       | Nuance                   | Premier tour | Premier tour | Second tour | Second tour |
| Candidat                                                                                         | Candidat                 | Parti et coalition       | Nuance                   | Voix         | %            | Voix        | %           |
|                                                                                                  | Cyril Girardeau,         | POI (NUPES)              | NUP                      | 8 937        | 23,68        | 13 335      | 34,10       |
|                                                                                                  | Jean-Pierre Cubertafon   | MoDem (ENS)              | ENS                      | 8 796        | 23,31        | 14 284      | 36,52       |
|                                                                                                  | Florence Joubert         | RN                       | RN                       | 8 477        | 22,46        | 11 491      | 29,38       |
|                                                                                                  | Martial Peyrouny         | PS diss.                 | DVG                      | 3 615        | 9,58         |             |             |
|                                                                                                  | Guillaume Gardillou      | LREM diss.               | DVC                      | 2 291        | 6,07         |             |             |
|                                                                                                  | Myriam Thomasson         | LR                       | LR                       | 2 160        | 5,72         |             |             |
|                                                                                                  | Antoine Coutou           | REC                      | REC                      | 1 358        | 3,60         |             |             |
|                                                                                                  | Laurence Desmartin       | LMR                      | DVD                      | 736          | 1,95         |             |             |
|                                                                                                  | Céline Laval             | PA                       | ECO                      | 495          | 1,31         |             |             |
|                                                                                                  | Adélaide Jorand          | SE                       | DIV                      | 481          | 1,27         |             |             |
|                                                                                                  | Jacques Decoupy          | LO                       | DXG                      | 396          | 1,05         |             |             |
| Votes valides                                                                                    | Votes valides            | Votes valides            | Votes valides            | 37 742       | 96,17        | 39 110      | 96,03       |
| Votes blancs                                                                                     | Votes blancs             | Votes blancs             | Votes blancs             | 946          | 2,41         | 970         | 2,38        |
| Votes nuls                                                                                       | Votes nuls               | Votes nuls               | Votes nuls               | 559          | 1,42         | 646         | 1,59        |
| Total                                                                                            | Total                    | Total                    | Total                    | 39 247       | 100          | 40 726      | 100         |
| Abstention                                                                                       | Abstention               | Abstention               | Abstention               | 28 120       | 41,74        | 26 643      | 39,55       |
| Inscrits / participation                                                                         | Inscrits / participation | Inscrits / participation | Inscrits / participation | 67 367       | 58,26        | 67 369      | 60,45       |

La suppléante de Jean-Pierre Cubertafon était Nadine Herman-Bancaud, maire de Nontron.

### Élections de 2024
| Candidat                 | Candidat                 | Parti et coalition       | Nuances                  | Premier tour | Premier tour | Second tour | Second tour |
| Candidat                 | Candidat                 | Parti et coalition       | Nuances                  | Voix         | %            | Voix        | %           |
| ------------------------ | ------------------------ | ------------------------ | ------------------------ | ------------ | ------------ | ----------- | ----------- |
|                          | Florence Joubert         | RN                       | RN                       | 19 093       | 40,13        | 22 589      | 50,08       |
|                          | Christelle Druillole     | PS (NFP)                 | UG                       | 13 600       | 28,58        | 22 514      | 49,92       |
|                          | Jean-Pierre Cubertafon   | MoDem (ENS)              | ENS                      | 11 103       | 23,33        | Retrait     | Retrait     |
|                          | Myriam Thomasson         | LR                       | LR                       | 3 104        | 6,52         |             |             |
|                          | Jacques Decoupy          | LO                       | EXG                      | 681          | 1,43         |             |             |
|                          |                          |                          |                          |              |              |             |             |
| Votes valides            | Votes valides            | Votes valides            | Votes valides            | 47 581       | 96,17        | 45 103      | 90,41       |
| Votes blancs             | Votes blancs             | Votes blancs             | Votes blancs             | 995          | 2,01         | 3 095       | 6,20        |
| Votes nuls               | Votes nuls               | Votes nuls               | Votes nuls               | 898          | 1,82         | 1 688       | 3,38        |
| Total                    | Total                    | Total                    | Total                    | 49 474       | 100          | 49 886      | 100         |
| Abstention               | Abstention               | Abstention               | Abstention               | 17 473       | 26,10        | 17 065      | 25,49       |
| Inscrits / participation | Inscrits / participation | Inscrits / participation | Inscrits / participation | 66 947       | 73,90        | 66 951      | 74,51       |

Le suppléant de Florence Joubert est Alexandre Ledoux, conseiller municipal de Floirac (Gironde).